# Zugkraft

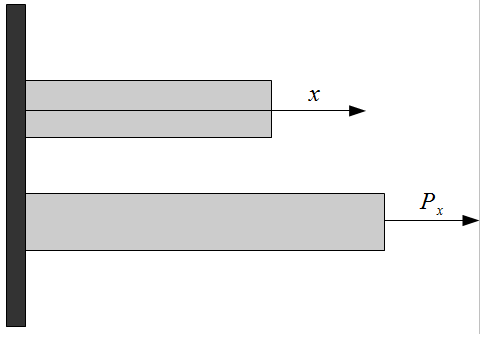
Ein links an der Wand (schwarz) festgehaltener Körper (grau), der durch eine Zugkraft P_{x} (schwarzer Pfeil) gedehnt wird.

Als Zugkraft wird in der Physik (Statik) in Anlehnung an den allgemeinen Sprachgebrauch eine Kraft bezeichnet, die an einem Körper zieht, siehe Bild. Als Kraft hat sie die  Dimension M·L·T−2. Ihre SI-Einheit ist entsprechend kg·m·s−2 oder N (Newton).
Manchmal wird die Zugkraft (z. B. die Spannkraft einer Bogensehne) in der Praxis statt in Newton in Einheiten der Masse (z. B. Kilogramm oder Pfund) angegeben. Diese Angabe entspricht also der Kraft, die benötigt wird, um ein Gewicht der gegebenen Masse entgegen der Schwerkraft zu halten.
Die Wirkungslinie der Zugkraft ist in der Statik in der Richtung vom Befestigungspunkt zum Kraftangriffspunkt, zwischen denen der Körper, der Stab, das Seil etc. liegen. Die Zugkraft ergibt in diesem Fall eine Schnittreaktion in Form einer Normalkraft quer zum Querschnitt, in dem sich eine Beanspruchung in Form von mechanischen Spannungen einstellt. 
In der Statik ist eine Zugkraft stets als positiv (+) definiert; eine negative Zugkraft entspricht einer Druckkraft. Positiv ist die Zugkraft, wenn sie auf ihrer Wirkfläche (auch Schnittfläche) in Richtung ihrer nach außen orientierten Normalen wie im Bild arbeitet. Durch eine Zugkraft wird ein realer Körper gedehnt, durch eine Druckkraft gestaucht. 
Oftmals ist die Zugkraft eine umgeleitete Druck- oder Scherkraft, denn Adhäsions- und Saugkräfte sind vergleichsweise schwach. Beispielsweise zieht an einem Kranhaken eine Last, indem sie mit dem Anschlagmittel in den Haken drückt, der die Druckkraft durch seine gebogene Form in eine Zugkraft ins Kranseil umlenkt. Allgemein kann eine Kraft durch Verbindungstechniken über Formschluss, Kraftschluss oder Stoffschluss übertragen werden. Beim Formschluss wirken wie beim Kranhaken Druckkräfte rechtwinklig zu den Flächen der Verbindungspartner, bei Kraftschluss wird die Kraft wie bei Knoten über Haftreibung tangential zur Wirkfläche eingebracht. Durch Kraftübertragung werden dann diese Kräfte in Zugkräfte umgeleitet.
Feste Materialien (Stäbe, Stangen, Seile, Ketten etc.) und Stoffschluss können Zugkräfte über atomare oder molekulare Kräfte übertragen, bis ihre Zugfestigkeit erreicht ist.